# ألكسندر جوبش
ألكسندر جوبش (بالألمانية: Alexander Joppich)‏ (19 يناير 1995 في النمسا - ) هو لاعب كرة قدم نمساوي في مركز الظهير. شارك مع منتخب النمسا تحت 19 سنة لكرة القدم. أما مع النوادي، فقد لعب مع نادي ليفيرينج ونادي واكر إنسبروك (2002).

## وصلات خارجية
- ألكسندر جوبش على موقع قاعدة بيانات كرة القدم.إي يو (الإنجليزية)
- ألكسندر جوبش على موقع Soccerway.com (الإنجليزية)
- ألكسندر جوبش على موقع عالم كرة القدم.نت (الإنجليزية)